# Numero di Marangoni
Il numero di Marangoni (Mg) è un numero adimensionale che prende il nome dallo scienziato italiano Carlo Marangoni.
Il numero di Marangoni può essere visto come rapporto fra la tensione superficiale (termica) e le forze viscose.

## Definizione matematica
È definito come:
{\displaystyle \mathrm {Mg} =-{\frac {d\gamma }{dT}}{\frac {1}{\eta \alpha }}\cdot L\cdot \Delta T}
dove:
- {\displaystyle \gamma } è la tensione superficiale (in unità SI: N/m);
- {\displaystyle L} è una lunghezza caratteristica del fenomeno osservato (in unità SI: m);
- {\displaystyle \alpha } è la diffusività termica (in unità SI: m²/s);
- {\displaystyle \eta } è la viscosità dinamica (in unità SI: kg/(s·m));
- {\displaystyle \Delta T} è la differenza di temperatura (in unità SI: K).

## Applicazioni
È applicabile - per esempio - a calcoli sul comportamento dei propellenti o sulla formazione di bolle.